# Berlin-Altglienicke
Altglienicke is een stadsdeel in het Berlijnse district Treptow-Köpenick. Het stadsdeel telt ongeveer 32.000 inwoners en werd in 1920 ingelijfd in Groot-Berlijn. Altglienicke vindt zijn oorsprong in het dorp Glinike uit de 14e eeuw.

## Geografie
Altglienicke ligt in het zuidoosten van Berlin in de buurt van het vliegveld Schönefeld. Het ortsteil bevindt zich ten noordwesten van de ongeveer 60 meter hoge Falkenberg. De Falkenberg en de in 1962 geopend S-Bahn-spoorlijn naar Schönefeld scheiden Altglienicke richting het zuidoosten van het stadsdeel Bohnsdorf. In het noorden vormt het Teltowkanaal de grens met het stadsdeel Adlershof. In het westen sluit Altglienicke aan op Rudow in het Bezirk Neukölln. In het zuiden ligt achter de Berlijnse deelstaatgrens met Brandenburg de gemeente Schönefeld.

## Geschiedenis
Vanaf ongeveer het jaar 500 vestigden zich Slavische Wenden in deze plaats en vanaf de 12e eeuw ontstond naast de Wendische nederzetting ook een Ascanisch boerendorp met vermoedelijk uit de Altmark afkomstige kolonisten. Het dorp Glinik werd in 1375 voor het eerst vermeld in het landboek van keizer Karel IV. In 1523 werd Glienicke een voorwerk van het ambt Cöpenick. In 1628 moest Glienicke geveild worden, en wisselde een aantal maar van eigenaar. Later werd het werd door Frederik II van Pruisen gekocht en diende wederom als voorwerk van Cöpenick. In juli 1764 kwamen kolonisten uit de Palts als erfpachters naar het gebied en kregen als zelfstandige gemeente Neu-Glienicke een uitzonderingspositie. Alt-Glienicke en Neu-Glienicke fuseerde in 1893 tot Gemeinde Altglienicke. In 1920 werd Alt-Glienicke met 5.028 inwoners in Groot-Berlijn opgenomen en maakte deel uit van het nieuw opgerichte Bezirk Treptow.

## Verkeer
De stations Altglienicke en Grünbergallee worden bediend door de S-Bahn.

## Sport
VSG Altglienicke is de plaatselijke voetbalclub. De club speelde van 2012 tot 2014 en 2016/27 in de Oberliga Nordost. Sinds 2017 speelt de club in de Regionalliga Nordost. Doordat het stadion van de club niet voldoet aan de eisen voor deze hogere klasse is de club al enkele keren verhuisd van stadion buiten de grenzen van Altglienicke.

## Galerij

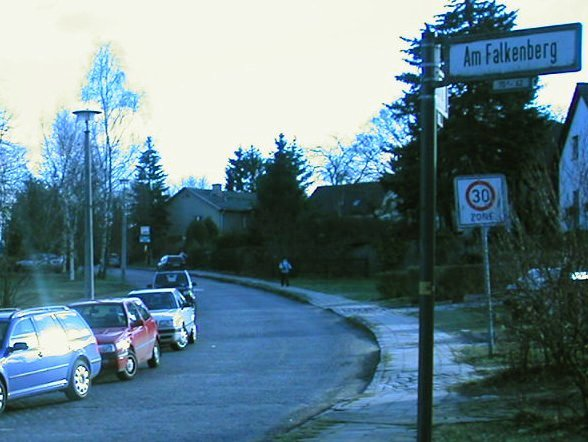
"Am Falkenberg"
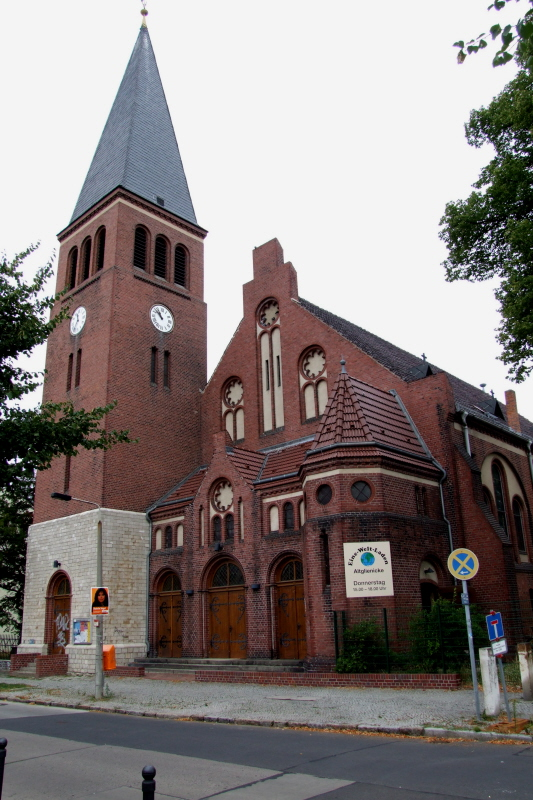
Dorfkirche Altglienicke
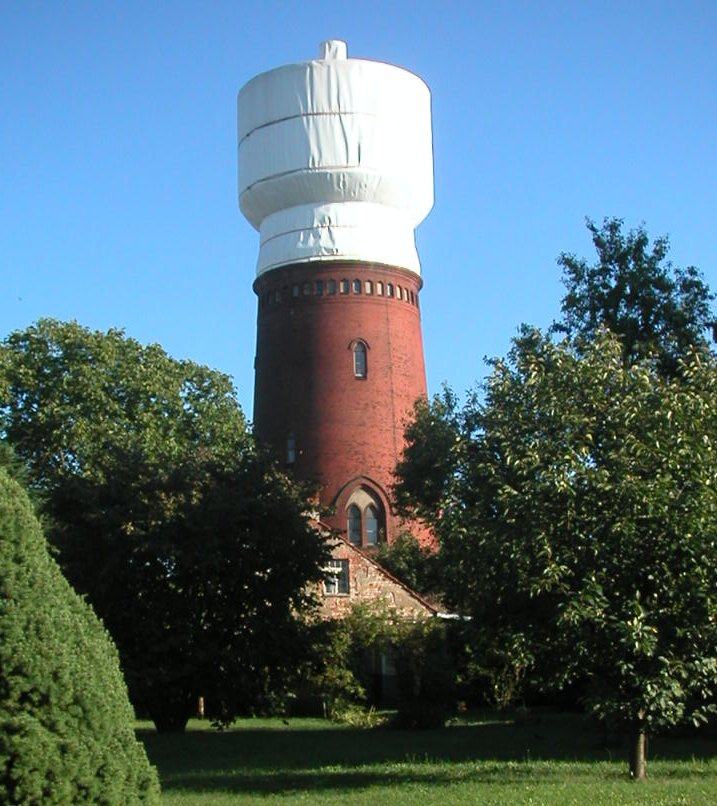
Watertoren
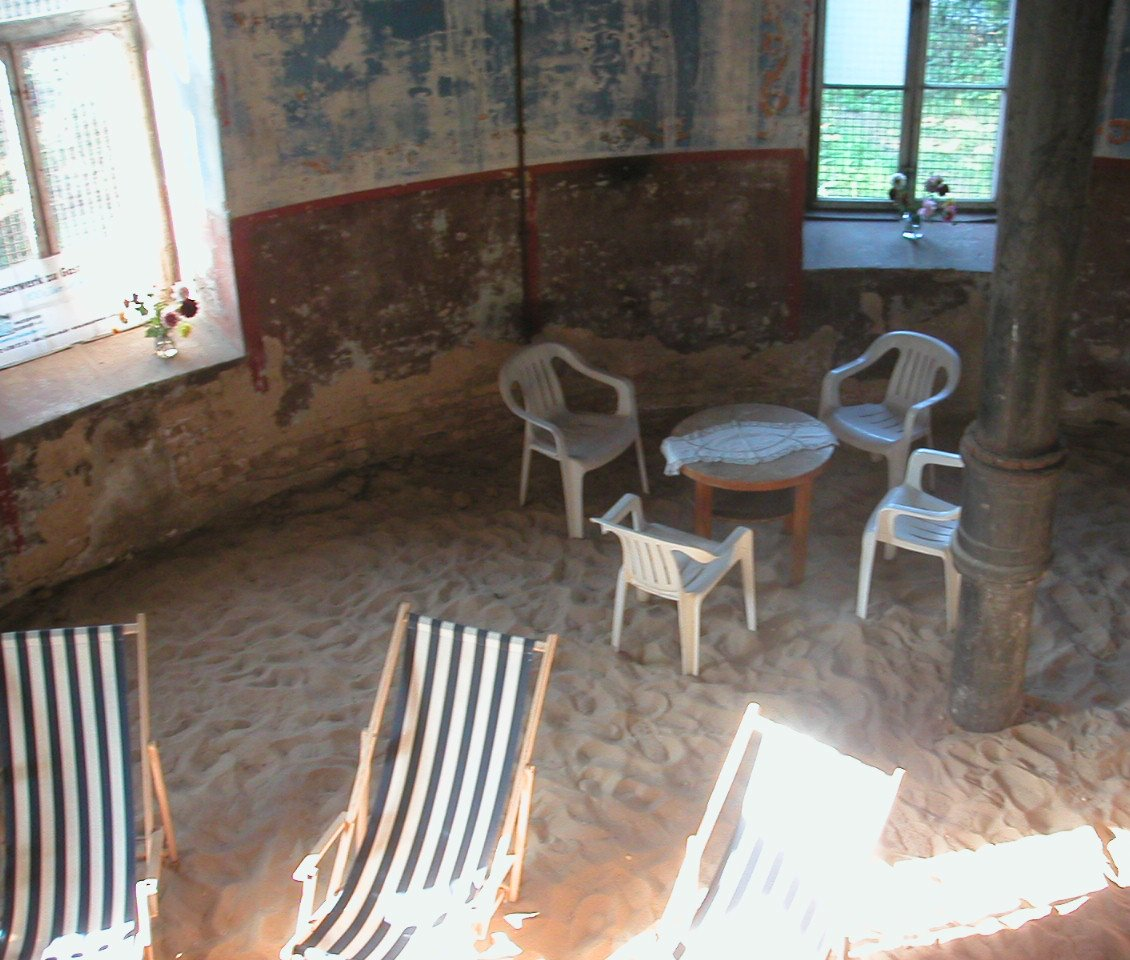
Watertoren

## Bron
- Dit artikel of een eerdere versie ervan is een (gedeeltelijke) vertaling van het artikel Berlin-Altglienicke op de Duitstalige Wikipedia, dat onder de licentie Creative Commons Naamsvermelding/Gelijk delen valt. Zie de bewerkingsgeschiedenis aldaar.

Adlershof |
Altglienicke |
Alt-Treptow |
Baumschulenweg |
Bohnsdorf |
Friedrichshagen |
Grünau |
Johannisthal |
Köpenick |
Müggelheim |
Niederschöneweide |
Oberschöneweide |
Plänterwald |
Rahnsdorf |
Schmöckwitz